# Kamenjoeki
De Wit-Russische plaats Kamenjoeki (Russisch: Каменюки. Wit-Russisch: Каменюкі, soms ook Камянюкі) is gelegen in de oblast Brest, langs de oevers van de rivier Leśna Prawa. Kamenjoeki ligt aan de Wit-Russische zijde van het Oerbos van Białowieża. Het is het administratief en toeristisch centrum van het naastgelegen Nationaal Park Belavezjskaja Poesjtsja. Met dank aan de ligging kan men in en rondom Kamenjoeki faciliteiten als restaurants, een natuurmuseum en een klein dierenpark bezoeken. Een deel van de woningen in het plaatsje zijn van hout gebouwd en hebben ramen met gesneden, houten kozijnen.

## Galerij

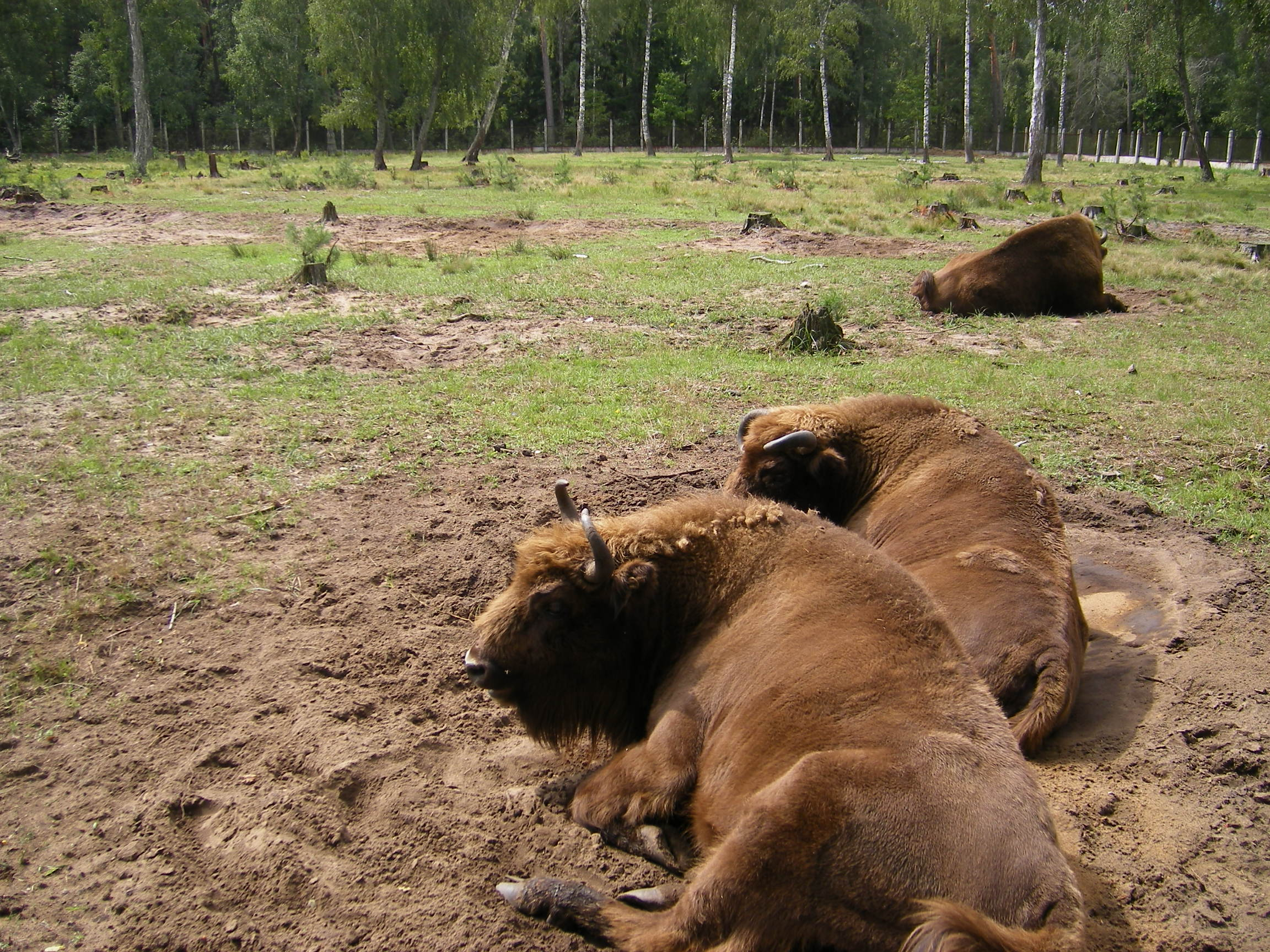
Wisenten (Bison bonasus) in het omheinde reservaat bij Kamenjoeki.
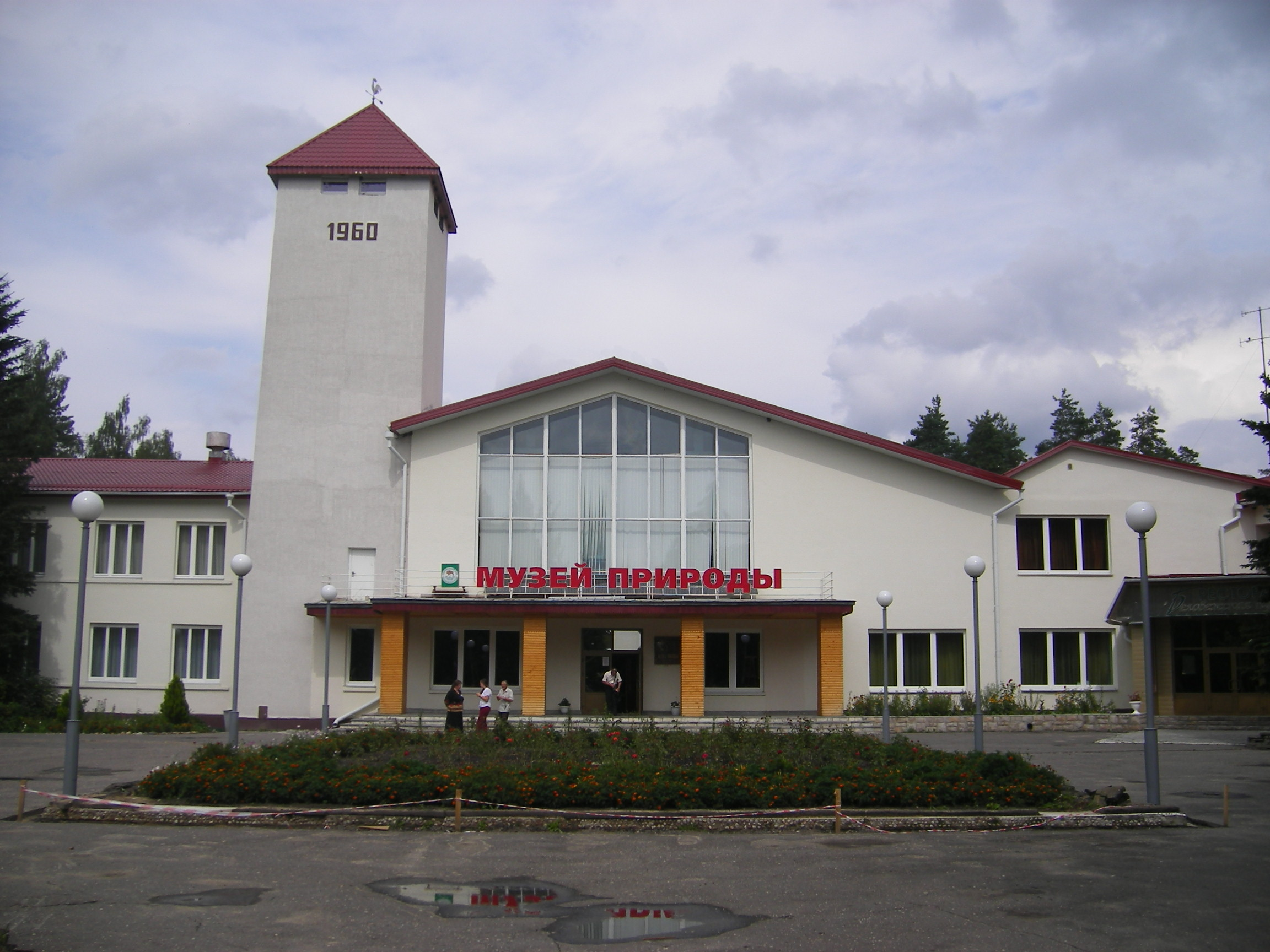
Natuurmuseum.
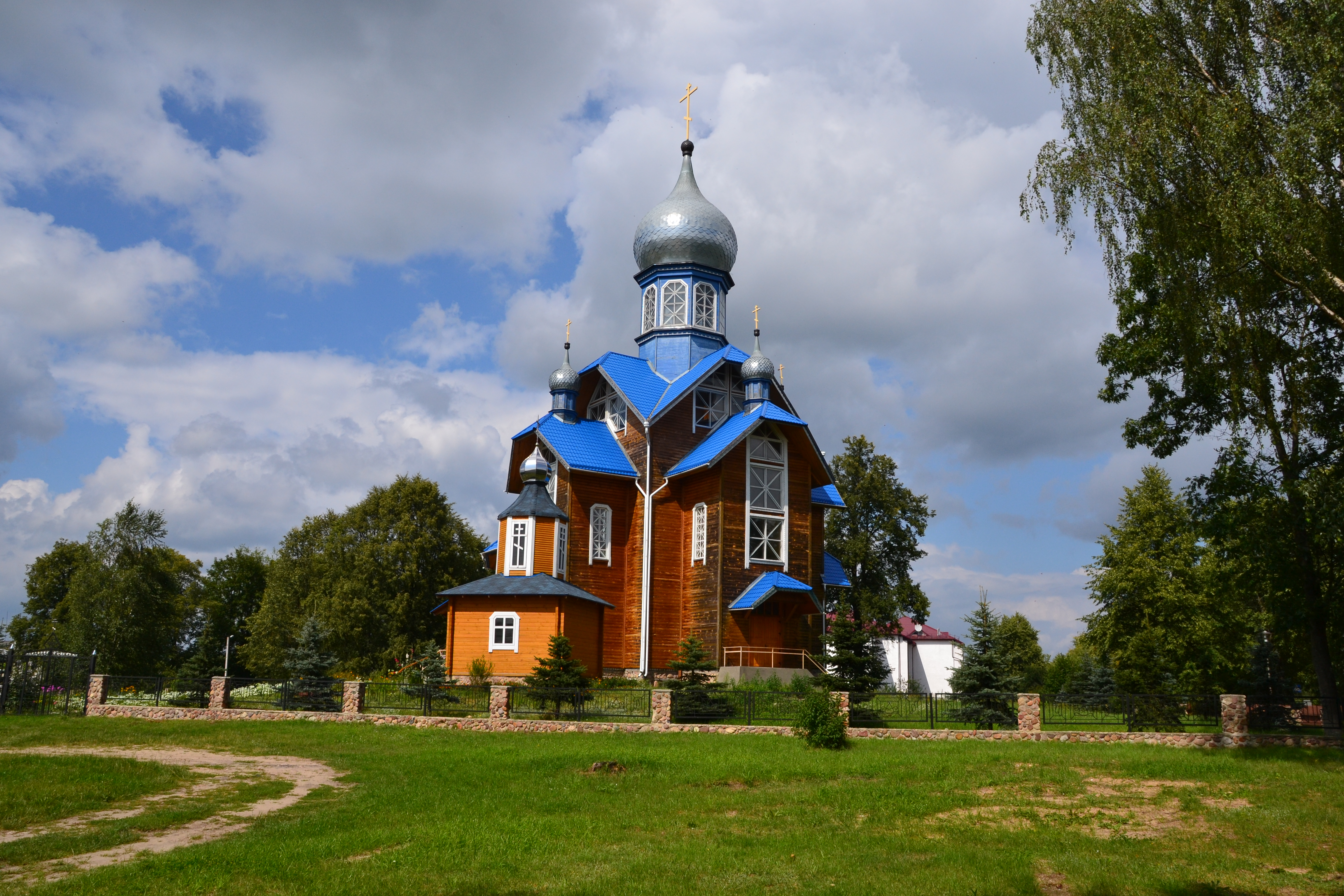
Orthodoxe kerk in Kamenjoeki.